# Chrysozephyrus scintillans
Chrysozephyrus scintillans is een vlinder uit de familie van de Lycaenidae. De wetenschappelijke naam van de soort werd als Zephyrus scintillans in 1893 gepubliceerd door John Henry Leech.